# Nelsinho Baptista
Nelsinho Baptista (Campinas, 22 juli 1950) is een Braziliaans voormalig voetballer die als verdediger speelde.

## Carrière
Nelsinho begon zijn carrière in 1967 bij AA Ponte Preta en speelde tussen 1971 en 1984 voor São Paulo FC, Santos FC en CA Juventus.